# Tlabung

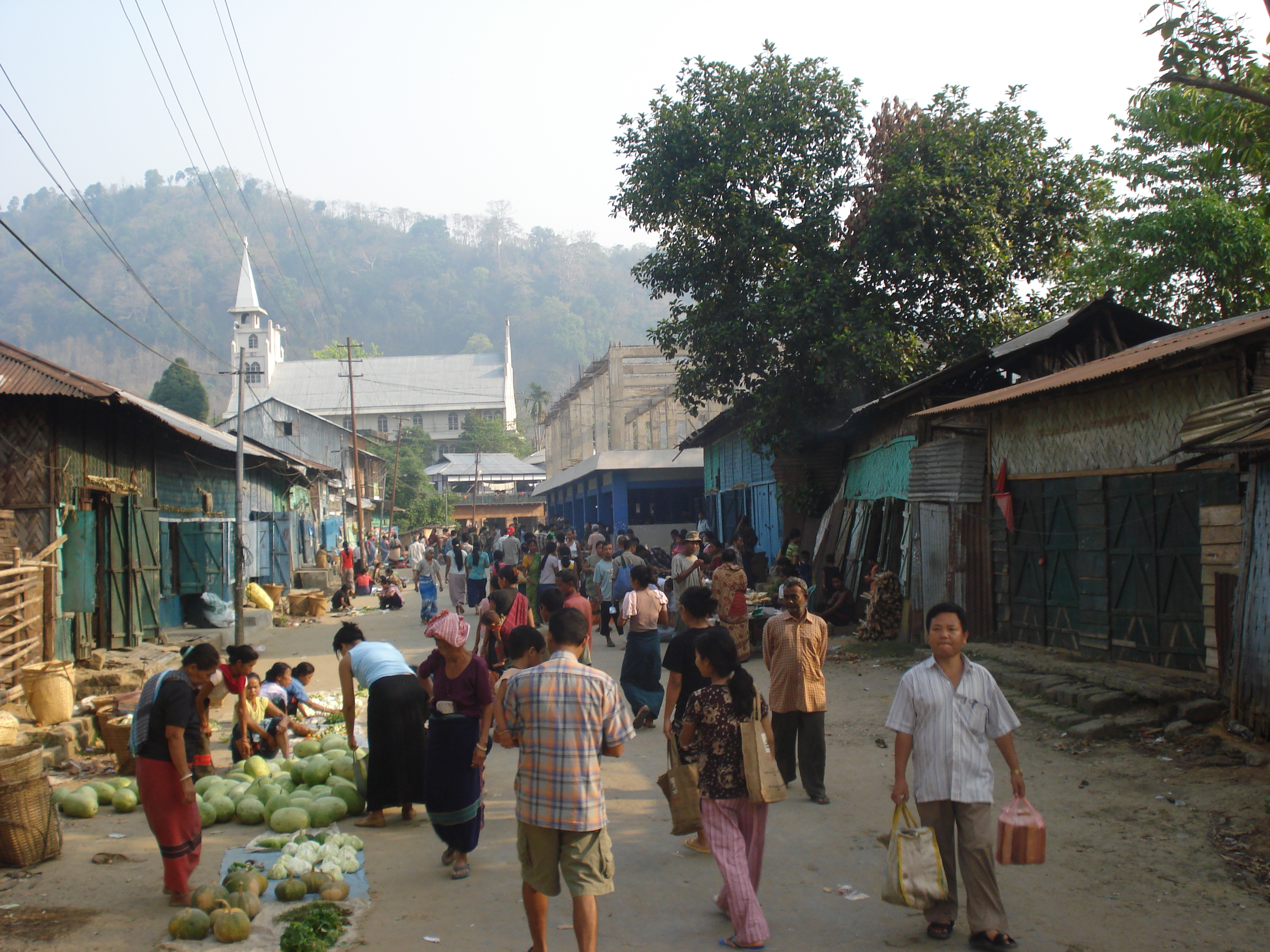
Mercado de Tlabung

Tlabung é uma vila no distrito de Lunglei, no estado indiano de Mizoram.

## Demografia
Segundo o censo de 2001, Tlabung tinha uma população de 3675 habitantes. Os indivíduos do sexo masculino constituem 54% da população e os do sexo feminino 46%. Tlabung tem uma taxa de literacia de 75%, superior à média nacional de 59.5%: a literacia no sexo masculino é de 78% e no sexo feminino é de 71%. Em Tlabung, 17% da população está abaixo dos 6 anos de idade.